# I Flintstones (film)
I Flintstones (The Flintstones) è un film commedia del 1994 diretto da Brian Levant e basato sull'omonima serie televisiva animata degli anni sessanta.
Il film, girato in California, è uscito nelle sale il 27 maggio 1994 ed è stato un grande successo al botteghino, nonostante abbia ottenuto recensioni contrastanti da parte della critica.
Il film ha avuto anche un prequel sempre diretto da Levant e intitolato I Flintstones in Viva Rock Vegas, uscito nel 2000.

## Trama
Nell'ufficio del direttore della cava Slate & company (dove lavorano Fred Flintstone, Barney Rubble, i loro amici ed operai vari), il direttore Rocco Detritis espone il suo piano per frodare l'azienda medesima e farne ricadere la colpa su di un capro espiatorio, da trovare tra i dipendenti.
Rincasato da una delle tante giornate di lavoro, Wilma fa notare a Fred che è sparita una grande somma di denaro dal loro conto corrente. Fred rivela alla moglie d'aver prestato quella somma ai loro vicini di casa e migliori amici Barney e Betty Rubble, per permettere loro d'adottare un bambino, il piccolo e selvaggio Bamm-Bamm. In seguito, come gesto di gratitudine per questo prestito, Barney, durante un esame volto ad individuare un nuovo dirigente, scambia segretamente il suo test con quello di Fred, pieno di errori. Il test fatto da Barney si rivela essere per combinazione identico all'originale e quindi il migliore tra tutti gli altri: Fred viene quindi promosso vicedirettore della cava.
Il primo compito del neo-dirigente Fred Flintstone è licenziare l'operaio che risulta aver effettuato il test peggiore, ovvero Barney. Fred a malincuore licenzia l'amico, che successivamente si vedrà costretto a vendere casa sua non avendo trovato un'altra occupazione stabile. Quindi, i Flintstone s'offrono d'ospitare gli amici Rubble sotto lo stesso tetto, ma nel giro di poco tempo l'ospitalità si trasforma in un rapporto di lavoro tra i benestanti Flintstone e gli indigenti Rubble, che si ritrovano loro malgrado ad essere i domestici dei loro amici. Questa distanza sociale porta alla rottura dell'amicizia tra le due famiglie, con Barney che prima scopre l'improvviso licenziamento di tutto il personale della cava per opera di Fred (inconsapevole d'esser stato raggirato da Detritis), per poi confessargli lo scambio dei test, provocando inoltre anche una temporanea separazione tra Fred e Wilma, la quale andrà a stanziarsi brevemente da sua madre (che Fred vede malvolentieri) insieme alla figlia Pebbles ed al dinosauro Dino.
Nel frattempo, il piano del direttore della cava sta per arrivare a compimento, con Fred che riceve tutte le responsabilità del fallimento dell'azienda e rischia d'esser linciato dai suoi ex-colleghi. Tuttavia, grazie alla redenzione della segretaria del direttore ed alle parole del Dittavolo, Fred e Barney, riappacificati, riescono a fermare il losco dirigente ed a salvare i loro figli, ch'erano stati rapiti da Detritis, il quale finisce intrappolato nel calcestruzzo, pietrificandosi, mentre cercava di scappare dalla polizia. Forte della lezione di umiltà ricevuta, Fred declina l'offerta d'un posto da direttore meritato, grazie alla sua accidentale invenzione del calcestruzzo durante il conflitto con Detritis, chiedendo in cambio al signor Slate di tornare a lavorare come operaio della cava insieme a Barney.

## Produzione
Per scrivere la sceneggiatura ci sono voluti più di 30 scrittori, il budget è stato di 46 milioni di dollari; fu prodotto dalle società Universal Pictures, Amblin Entertainment e Hanna-Barbera Productions.

### Riprese
Il film venne girato fra gli stati di California e Utah dal 17 maggio al 20 agosto 1993; si ricordano location come:
- Vasquez Rocks ad Agua Dulce;
- Cal Mat Quarry a Los Angeles;
- Santa Clarita;
- gli Universal Studios;
- Glen Canyon;
- Snow Canyon State Park, a Ivins.

### Cast
Nel cast compare Elizabeth Taylor nel ruolo della madre di Wilma: fu il suo ultimo ruolo cinematografico. Con il nome auto-ironico The B.C.-52's, fa un cameo la band statunitense The B-52s, esecutori anche del brano-titolo del film, una rilettura del tema del cartone animato originale.
Durante i casting, diversi attori vennero provinati per i vari ruoli. John Candy, Jim Belushi, Dan Aykroyd, Bill Murray e Chevy Chase vennero considerati per il ruolo di Fred Flintstone, ma Candy morì prima dell'inizio della produzione del film e gli altri rifiutarono essendo troppo magri e non volendo indossare un'ingombrante tuta che simulasse il fisico grasso del personaggio. Alla fine fu scelto John Goodman, il cui rifiuto avrebbe fatto chiudere la produzione del film. Per il ruolo di Wilma, prima di Elizabeth Perkins, vennero provinate Geena Davis, Faith Ford e Catherine O'Hara. Danny DeVito fu la scelta iniziale per Barney ma la produzione ripiegò su Rick Moranis in quanto DeVito avrebbe dato una recitazione troppo rigida al personaggio. L'attore era stato considerato anche per il ruolo di Fred. Janine Turner fece il provino per Betty, ma alla fine fu presa Rosie O'Donnell in quanto era capace di imitare alla perfezione la risata del personaggio. Altre attrici considerate per il ruolo furono Tracey Ullman e Daphne Zuniga. La stessa Sharon Stone avrebbe dovuto interpretare il personaggio che in originale porta il suo nome (chiamata Amber Crystal nella versione italiana), ma dovette rinunciarvi per conflitti con altri ruoli. Per lo stesso ruolo vennero prese in considerazione anche Nicole Kidman e Anna Nicole Smith. Per il ruolo di Pearl Slaghoople prima della Taylor, erano state considerate Audrey Meadows e Elizabeth Montgomery. Jean Vander Pyl, la storica voce di Wilma Flintstone nella serie animata, fa un cameo nel film nel ruolo di una donna che prende parte al trenino conga. William Hanna e Joseph Barbera  appaiono nei ruoli di un membro del consiglio di amministrazione della Slate & Co e di un uomo che guida una Mersande.

## Distribuzione

### Data di uscita
Il film venne distribuito in varie nazioni, fra cui:
- Stati Uniti d'America, The Flintstones 23 maggio 1994 (la prima a New York City, poi distribuita nelle sale dal 27 maggio 1994)
- Argentina 14 luglio 1994
- Spagna, The Flintstones: Los Picapiedra  15 luglio 1994
- Giappone 16 luglio 1994
- Francia, La famille Pierrafeu 20 luglio 1994
- Germania, Familie Feuerstein  21 luglio 1994
- Inghilterra 22 luglio 1994
- Danimarca 29 luglio 1994
- Finlandia, Kiviset ja soraset 5 agosto 1994
- Portogallo, Os Flintstones 5 agosto 1994
- Svezia, Familjen Flinta  19 agosto 1994
- Australia, 15 settembre 1994
- Italia, 6 ottobre 1994

## Accoglienza

### Incassi
Il film è stato un successo al botteghino, incassando 130531208 $ in Nord America, inclusi i 37182745 $ guadagnati durante il fine settimana di apertura di 4 giorni del Memorial Day nel 1994. A livello internazionale, ha guadagnato 211100000 $, per un totale di 341631208 $ in tutto il mondo, a fronte di un budget stimato in 46 milioni di dollari. Insieme a Arma letale 3, il film ha avuto anche il più grande weekend di apertura di maggio fino a quando non è stato ripreso da Twister nel 1996.

### Critica
Su Rotten Tomatoes, il 21% delle recensioni di 47 critici è positivo, con una valutazione media di 4/10. Il consenso del sito recita: «I Flintstones spreca l'amato materiale originale e il design fantasioso della produzione su una tiepida sceneggiatura che catapulta la famiglia preferita di Bedrock in una storia cinica inondata di giochi di parole zoppi». Su Metacritic, il film ha un punteggio medio ponderato di 38 su 100, che indica "recensioni generalmente sfavorevoli", basato su 15 recensioni.
Kenneth Turan del Los Angeles Times ha scritto che il film non ha mai avuto molto potenziale ed «è stato accuratamente progettato per essere luminoso e inconsistente come un pallone giocattolo per bambini». Confrontando il film con La famiglia Addams del 1991, ha definito entrambi i film «pezzi intelligenti, vivaci e alla fine stancanti di appariscenti macchinari di Hollywood» che prediligono la grafica alla scrittura.
Caryn James del New York Times ha scritto che John Goodman «fa molto per portare I Flintstones su una sceneggiatura che è essenzialmente un mucchio di battute sulle rocce e giochi di parole estesi alla lunghezza di un lungometraggio», ma James ha anche detto che il film è troppo fedele al suo materiale originale degli anni sessanta e manca di riferimenti alla cultura pop moderna.
Todd McCarthy di Variety ha detto che «con ogni sorta di bestie amichevoli, un superenergico John Goodman e un colorato cast di supporto che abita un Bedrock che assomiglia a una versione dell'età della pietra dei sobborghi di Steven Spielberg, questa traduzione live-action del perenne cartone animato preferito è una bella immagine di popcorn per piccoli avannotti e perfettamente inoffensiva per gli adulti».
Alcune recensioni sono state positive, inclusa una di Richard Schickel di Time, che ha affermato che «nulla è andato perso o, peggio, gonfiato a dismisura» nell'adattamento. Ha detto che «non sembra sovracalcolato, sovraprodotto o pensato troppo».
Pino Farinotti lo ha definito come «un bel giocattolo» che «si rompe presto».

## Riconoscimenti
- 1994 - Razzie Award
  - Peggior attrice non protagonista: Rosie O'Donnell
  - Peggior sceneggiatura: Tom S. Parker, Jim Jennewein e Steven E. de Souza
  - candidatura Peggior attrice non protagonista: Elizabeth Taylor
  - candidatura Peggior prequel, remake, rip-off o sequel
- 1994 - Stinkers Bad Movie Award
  - candidatura Peggior attrice non protagonista: Rosie O'Donnell
  - candidatura Peggior attrice non protagonista: Elizabeth Taylor
  - candidatura Peggior risurrezione di uno show TV: Bruce Cohen
- 1995 - Saturn Award
  - candidatura Miglior film fantasy
  - candidatura Miglior attrice non protagonista: Halle Berry
  - candidatura Miglior attrice non protagonista: Rosie O'Donnell
  - candidatura Migliori costumi: Rosanna Norton
- 1995 - BMI Film & TV Award
  - BMI Film Music Award: David Newman
- 1995 - Kids' Choice Award
  - Attrice cinematografica preferita: Rosie O'Donnell
- 1995 - MTV Movie Award
  - candidatura Attrice più attraente: Halle Berry

## Prequel
Nel 2000 uscì un prequel intitolato I Flintstones in Viva Rock Vegas, che narra l'incontro tra i protagonisti della serie.
Gli unici membri della troupe che hanno lavorato a entrambi i film sono il regista Brian Levant e gli attori Rosie O'Donnell e Harvey Korman ma in ruoli diversi.